# Avondale (Colorado)
Avondale es un lugar designado por el censo ubicado en el condado de Pueblo en el estado estadounidense de Colorado. En el Censo de 2010 tenía una población de 674 habitantes y una densidad poblacional de 218,68 personas por km².

## Geografía
Avondale se encuentra ubicado en las coordenadas 38°13′54″N 104°20′44″O / 38.23167, -104.34556. Según la Oficina del Censo de los Estados Unidos, Avondale tiene una superficie total de 3.08 km², de la cual 3.06 km² corresponden a tierra firme y (0.67%) 0.02 km² es agua.

## Demografía
Según el censo de 2010, había 674 personas residiendo en Avondale. La densidad de población era de 218,68 hab./km². De los 674 habitantes, Avondale estaba compuesto por el 80.86% blancos, el 0.89% eran afroamericanos, el 2.37% eran amerindios, el 0.15% eran asiáticos, el 0.3% eran isleños del Pacífico, el 12.17% eran de otras razas y el 3.26% pertenecían a dos o más razas. Del total de la población el 59.79% eran hispanos o latinos de cualquier raza.